# Graven
För andra betydelser, se Graven (olika betydelser).
Graven är en svensk miniserie i åtta delar från 2004 i regi av Mikael Marcimain med Kjell Bergqvist, Cecilia Nilsson, Göran Ragnerstam, Annika Hallin och Jens Hultén i huvudrollerna. Serien hade svensk TV-premiär den 4 december 2004 och släpptes på DVD den 12 april 2006.

## Handling
En massgrav hittas i den fingerade byn Munkhärad någonstans i Sverige. I graven hittas resterna av fem personer som bragts om livet. Cege Ljung (Kjell Bergqvist) får i uppdrag att sätta ihop en grupp för att försöka lösa fallet. I närheten av graven finns två gårdar, på den ena gården odlar tre män biodynamiska grönsaker och på den andra, som är stadd i förfall, bor fyra udda figurer.
Ceges specialgrupp består av fem starka personligheter som skall bo tillsammans på en båt för att kunna vara nära mordplatsen.

## Rollista
- Kjell Bergqvist – Cege Ljung
- Cecilia Nilsson – Nina Molander
- Göran Ragnerstam – Claes Grimme
- Annika Hallin – Fanny Popescu
- Jens Hultén – Theo Koders
- Anna Pettersson – Dinkan
- Siw Erixon – Marit Ljung
- Peter Engman – Sten Kvarnström
- Morgan Alling – Fannys sambo
- Liliana Tomescu – Fannys farmor, Nadja Popescu
- Peter Andersson – Farsan Jansson
- Henrik Lundström – Cliff Jansson
- Monica Edwardsson – Ines
- Tomas Köhler – Jerker
- Jerker Fahlström – Gunnar
- Fredrik Hiller – Anton
- Michalis Koutsogiannakis – Omar Lundberg
- Lena B. Eriksson – Theresia Lundberg
- Kajsa Ernst – Theresias syster
- Maryam Bravo – Linnea Lundberg
- Kristoffer Sålfors – Anders Lundberg
- Rasmus Troedsson – Fredrik Altfors
- Janina Berman – Jeanette Kock
- Per Burell – Åke Selbring
- Ulf Friberg – Peter Fischer
- Örjan Landström – Jens Anér
- Ann Petrén – psykolog
- Tom Ljungman – Ninas son
- Nisti Stêrk – Fabrina Kushbak
- Nima Eshaghi – Reza Kushbak
- Jan Tiselius – Marklund
- Donald Högberg – man i bur
- Peter Kneip – lajvare
- Anders Janson – polis 1
- Peter Edding – polis 2
- Thomas Segerström – fransman 1
- Dan Bratt – fransman 2
- Pierre Fränckel – fransman 3
- Sten Ljunggren – åklagare
- Ia Langhammer – polis i reception
- Sven Ahlström – kypare
- Björn Andrésen – nattportier
- Eva Melander – dagispersonal
- Esther Nordenbring – dagispersonal
- Boman Oscarsson – akutläkare
- Johanna Wilson – sköterska
- Catherine Westling – Ekbrandt
- Anette Lindbäck – Johansson
- Jonas Kruse – man på terapi
- Aminah Al Fakir – kvinna på terapi
- Joel Lundgren – amatörarkeolog 1
- Pernilla Göst – amatörarkeolog 2
- Peter Eriksson – amatörarkeolog 3
- Stéphane Bertola – fransk terrorist 1
- Anita Basmo Bjornstad – fransk terrorist 2
- Katarina Sandström – nyhetsuppläsare
- Kristina Lugn – radioröst
- Nathalie Söderqvist – servitris (ej krediterad)